# Liste der Kulturgüter in Treytorrens (Payerne)
Die Liste der Kulturgüter in Treytorrens (Payerne) enthält alle Objekte in der Gemeinde Treytorrens (Payerne) im Kanton Waadt, die gemäss der Haager Konvention zum Schutz von Kulturgut bei bewaffneten Konflikten, dem Bundesgesetz vom 20. Juni 2014 über den Schutz der Kulturgüter bei bewaffneten Konflikten sowie der Verordnung vom 29. Oktober 2014 über den Schutz der Kulturgüter bei bewaffneten Konflikten unter Schutz stehen.
Objekte der Kategorien A und B sind vollständig in der Liste enthalten, Objekte der Kategorie C fehlen zurzeit (Stand: 1. Januar 2023).

## Kulturgüter
| Foto |                                                                                 | Objekt                                                                                                | Kat. | Typ | Standort                            | Beschreibung |
| ---- | ------------------------------------------------------------------------------- | --- | ---- | --- | ----------------------------------- | ------------ |
| ja   | Datei hochladen · Wikidata zu Reformierte Kirche Saint-Jean-Baptiste (Q3585645) | Reformierte Kirche Saint-Jean-l’Evangéliste / Église réformée Saint-Jean-l’Evangéliste KGS-Nr.: 06505 | A    | G   | Chemin du Château 2 551280 / 180190 |              |
| ja   | Datei hochladen · Wikidata zu Schloss (Q29891550)                               | Schloss / Château KGS-Nr.: 14749                                                                      | B    | G   | Chemin du Château 6 551299 / 180208 |              |
| BW   | Datei hochladen · Wikidata zu Gebäude, genannt "der Konvent" (Q29891549)        | Gebäude, genannt «das Kloster» / Bâtiment dit «le Couvent» KGS-Nr.: 14750                             | B    | G   | Rue du Couvent 1 551220 / 180162    |              |